# Linea di fuga
Una linea di fuga o linee di deterritorializzazione (dal francese: ligne de fugi), a volte tradotta come linea di volo, è un concetto sviluppato da Gilles Deleuze e Félix Guattari nella loro opera Capitalismo e schizofrenia. Descrive una delle tre linee che formano ciò che Deleuze e Guattari chiamano assemblaggi, e funge da fattore in un assemblaggio che alla fine gli consente di cambiare e adattarsi a detti cambiamenti, che possono essere associati a nuovi fattori sociologici, politici e psicologici. Il traduttore Brian Massumi nota che in francese "Fuite non copre solo l'atto di fuggire o eludere, ma anche di fluire, perdersi e scomparire in lontananza (il punto di fuga in un dipinto è un "point de fuite"). Non ha alcuna relazione con il volo".
Nel primo capitolo del secondo volume del loro progetto Capitalismo e Schizofrenia, Mille piani (1980), il concetto viene utilizzato per definire un "rizoma":